# Kanadische Badmintonmeisterschaft 1955
Die Kanadische Badmintonmeisterschaft 1955 fand in Montreal statt. Es war die 28. Auflage der nationalen kanadischen Titelkämpfe im Badminton.

## Titelträger
| Disziplin    | Sieger                           |
| ------------ | -------------------------------- |
| Herreneinzel | Donald Smythe                    |
| Dameneinzel  | Jean Waring                      |
| Herrendoppel | T. Darryl Thompson Bert Fergus   |
| Damendoppel  | Marjory Shedd Joan Hennessy      |
| Mixed        | T. Darryl Thompson Jean Bardsley |